# Samtgemeinde Spelle
Spelle is een samtgemeinde in het uiterste zuidoosten van de Landkreis Emsland in de deelstaat Nedersaksen.

## Deelgemeenten en inwoners
De Samtgemeinde Spelle bestaat uit drie deelgemeenten (Mitgliedsgemeinden):
(tussen haakjes het aan de website van de gemeente ontleende aantal inwoners per 21 september 2021)
1. Lünne, bestaande uit de dorpen Altenlünne, Plantlünne, Heitel (ten ZW van Lünne) en Blankemarte (2.023)
2. Schapen, bestaande uit het dorp Schapen en de buurtschappen Barwöste, Borken, Bramhof, Kirchhof, Kranenmoor en Veerkamp. (2.437)
3. Spelle, bestaande uit de dorpen Spelle (zetel van het gemeentebestuur) alsmede Varenrode, ten NW van Spelle, en Venhaus, ten ZW van Spelle. (9.858)

Totaal gehele Samtgemeinde: 14.318 inwoners.

### Gemeentewapens

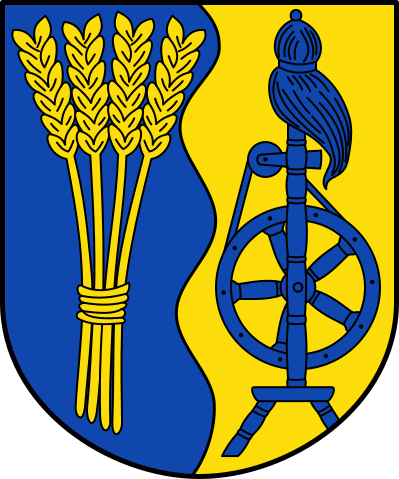
Wapen Lünne
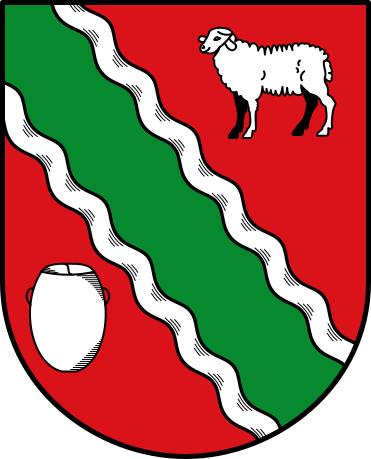
Wapen Schapen
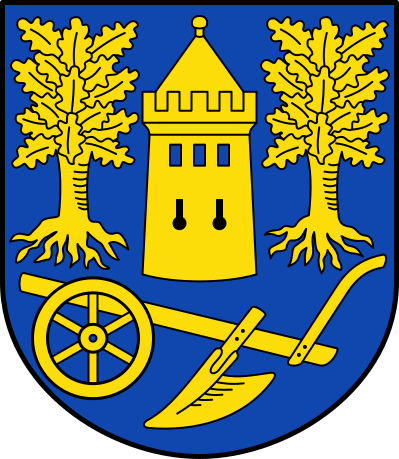
Wapen Spelle

## Ligging, verkeer, vervoer
De gemeente ligt, evenals de zuidwestelijke buurgemeente Salzbergen, in het uiterste zuiden van het Landkreis Emsland in het zuidwesten van de deelstaat Nedersaksen.
De zuidelijke en oostelijke buurgemeentes Rheine en Hopsten liggen in Noordrijn-Westfalen. 
De bodem bestaat uit arme zandgrond, waarop heide en dennenbos groeit, deels door turfafgraving verkregen akkerland en hoogveen.

### Wegverkeer
De Autobahn A30 heeft een afrit naar de Bundesstraße 70 ( nr. 7, Rheine-Nord). Op slechts 2 km ten noorden van deze afrit is de binnenhaven van Spelle-Venhaus, zie hierna. Rijdt men ruim één km verder, dan bereikt men Venhaus en de ringweg om het dorp Spelle.
De Bundesstraße 70 loopt in noord-zuidrichting van Lingen naar Rheine door Lünne, en verder zuidelijk, langs Varenrode en Venhaus bij het 3 km oostelijk gelegen dorp Spelle.
Schapen ligt 7,5 km ten noordoosten van Spelle aan een hoofdweg (geen Bundesstraße) van Lingen via Beesten (Samtgemeinde Freren) naar Hopsten en Ibbenbüren.

### Openbaar vervoer

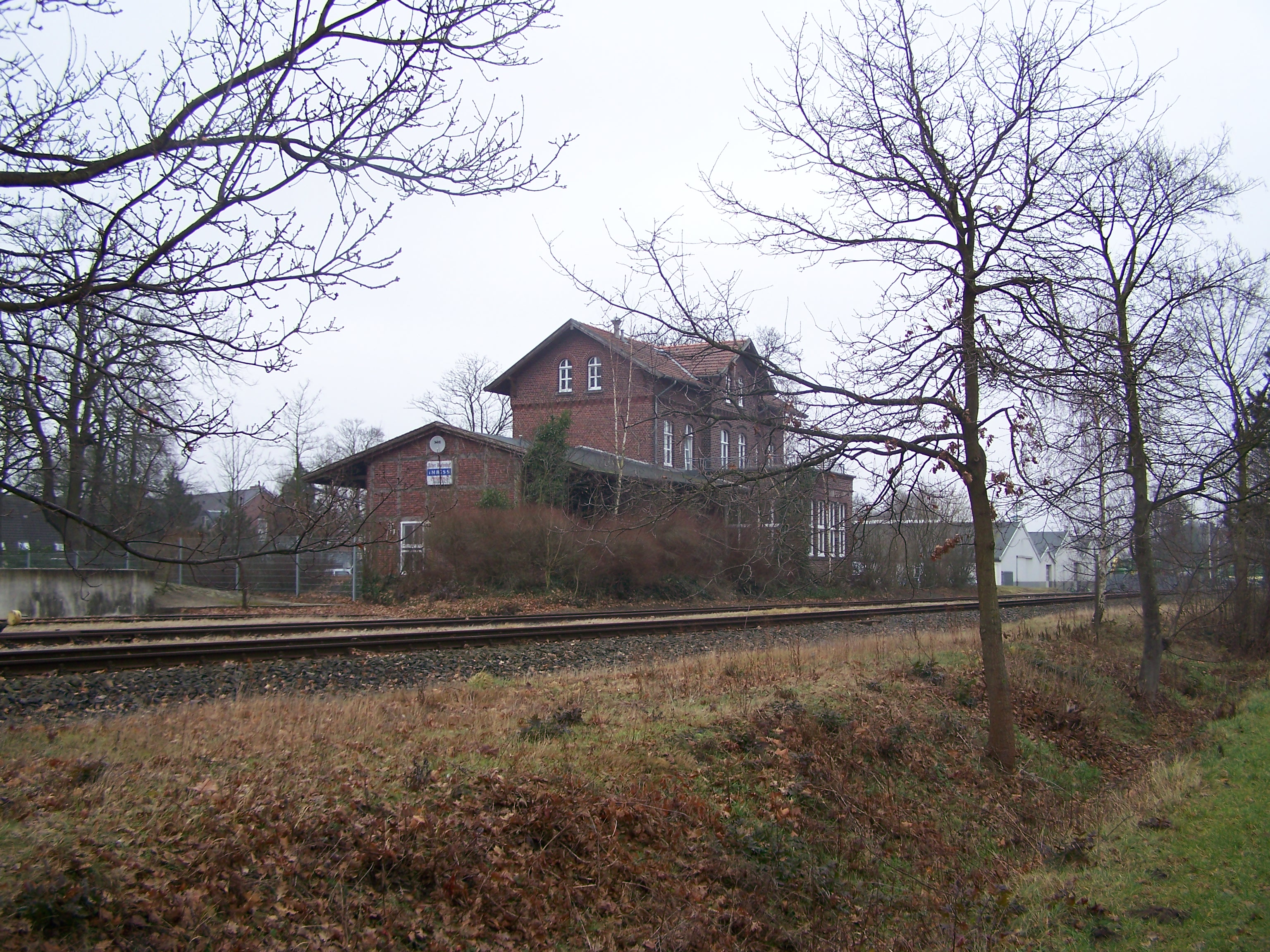
Station Spelle

Spelle heeft een stationnetje aan een oude lokaalspoorlijn tussen Quakenbrück en Rheine. Hierop rijden alleen goederentreinen. Het traject Spelle-Beesten is verwijderd en heeft plaats gemaakt voor een fietspad. Het traject Spelle- Rheine is in 2015 uitgebreid met een 4,2 km lang zijspoor naar de binnenhaven aan het Dortmund-Eemskanaal, zodat de plaatselijke industrie er zonder vrachtauto's te hoeven gebruiken, grondstoffen en eindproducten kan overslaan.
De dorpen in de Samtgemeinde hebben, in enkele gevallen tot de ochtend- en avondspits of de schooluren van het voortgezet onderwijs beperkte, busverbindingen met Rheine, Lingen en Freren.
Forensen en scholieren worden sterk gestimuleerd om voor hun dagelijkse reis naar werk, school of studie zo mogelijk de fiets te gebruiken.

### Waterwegen
De gemeente ligt aan het Dortmund-Eemskanaal en beschikt bij Venhaus over een in de periode 2011-2017 gemoderniseerde en vergrote binnenhaven, waar 12 vrachtschepen tegelijk kunnen liggen, en waar lading van schip naar goederentrein en terug kan worden omgeslagen. Een probleem voor grotere binnenvaartschepen is nog de verouderde sluis in het Dortmund-Eemskanaal ruim drie km ten noorden van deze haven. Een vernieuwbouw is (2020) gaande en moet in 2022 gereed zijn.
Door Spelle  en Heitel kronkelt een Aa genaamde beek, die niet bevaarbaar is en even bezuiden Lingen in de Eems uitmondt.

## Economie
In de gemeente zijn, mede vanwege de goede verbindingen, vooral in de nabijheid van de binnenhaven, een klein aantal belangrijke bedrijven gevestigd:
- de grote landbouwmachinefabriek van Krone Gruppe: Deze staat aan de rand van Spelle, bij het station. Het bedrijf beschikt over een eigen Hotel Krone en een eigen museum.
- nabij de binnenhaven een grote tarwemalerij die meel produceert
- twee fabrieken van beton, bestratingsmateriaal e.d.
- twee middelgrote bedrijven in de machinebouw  en -onderhoudsbranche
- de tweede fabriek van een in het naburige Hopsten gevestigde producent van onder andere zware, dikwandige stalen leidingen, tanks voor op vrachtauto's en goederentreinen en dergelijke.

Daarnaast is er op de bedrijventerreinen van de diverse dorpen enig midden- en kleinbedrijf gevestigd, alsmede enkele transportondernemingen.
Ten slotte zijn de landbouw en de bosbouw (in de gemeente is het areaal productiebos niet te verwaarlozen) van enig belang.

## Geschiedenis

### Tot 1933
Spelle, Schapen en het bijbehorende Borken, Lünne en het bijbehorende Heitel komen in het jaar 890 voor het eerst in een kloosterregister van de Abdij van Werden voor. De oudste naam voor Spelle, Spinoloha, betekent waarschijnlijk: open bos (Loh) waar de Spindelbaum (Euonymus europaeus, Wilde kardinaalsmuts) groeit.  Plantlünne ontstond in de 13e eeuw.
Spelle behoorde, evenals de dorpen in de Samtgemeinde Freren, in de vroege middeleeuwen tot een gouw met na de kerstening een eigen gogericht (rechtscollege voor lokale gedingen, onder leiding van een gouwgraaf ter vervanging van het Germaanse ding). Deze gouw  droeg de naam Venkigau of Fenkigau. Het is niet onmogelijk, dat de bewoners van deze gouw niet allen Saksen waren, maar dat er ook mensen van Keltische afkomst woonden. Sommige geleerden motiveren dit, door de naam Fenkigau te verklaren uit een Keltisch woord voor gierst.
In de late middeleeuwen behoorde de huidige Samtgemeinde eerst tot het Graafschap Tecklenburg en na de Schmalkaldische Oorlog in 1548 tot het Graafschap Lingen. Dit graafschap was zowel voor als na de Dertigjarige Oorlog (1618-1648), waarin het gebied veel van oorlog, hongersnoden, epidemieën (o.a. de pest) en vervolging van rooms-katholieken te lijden had, enige tijd politiek en dynastiek nauw met de Republiek der Verenigde Nederlanden verbonden. Desondanks is de overgrote meerderheid van de christenen in de Samtgemeinde het rooms-katholieke geloof tot op de huidige dag trouw gebleven. In 1702 kwam Graafschap Lingen onder Frederik I aan Pruisen. Van 1815 tot 1866 lag de gemeente in het Koninkrijk Hannover, daarna weer in Pruisen en uiteindelijk, tot 1918,  het Duitse Keizerrijk.
De koopman Berend Bruns uit Schapen (1747–1782) was de succesvolste van de diverse Tödden uit de gemeente, handelaars die in de periode  van ca. 1680-1860  jaarlijks naar Nederland reisden om daar hun waren uit te venten. Aan de soms rijkgedecoreerde gevels van de nog bestaande Töddenhäuser valt af te leiden, dat een aantal van deze handelaren zeer succesvol waren.

### Nazi-tijd enTweede Wereldoorlog

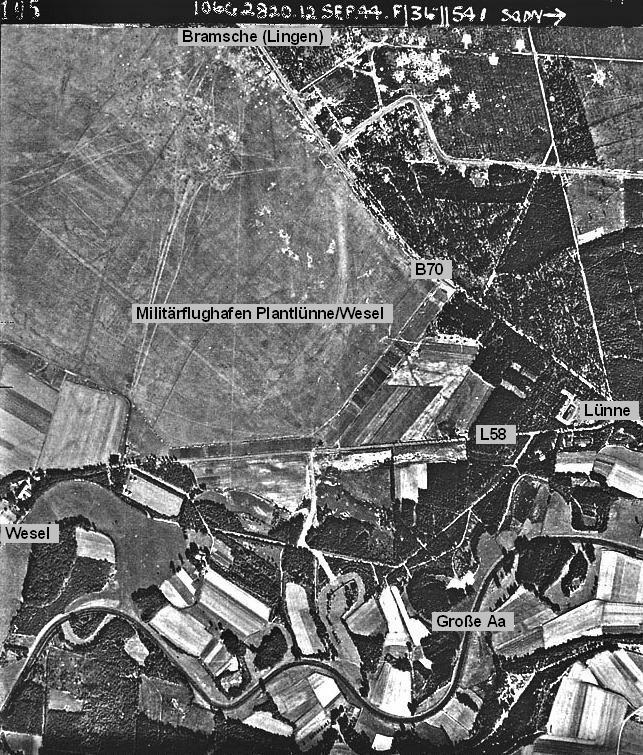
Luchtfoto uit WO II van de Royal Air Force van Militärflugplatz Plantlünne/Wesel
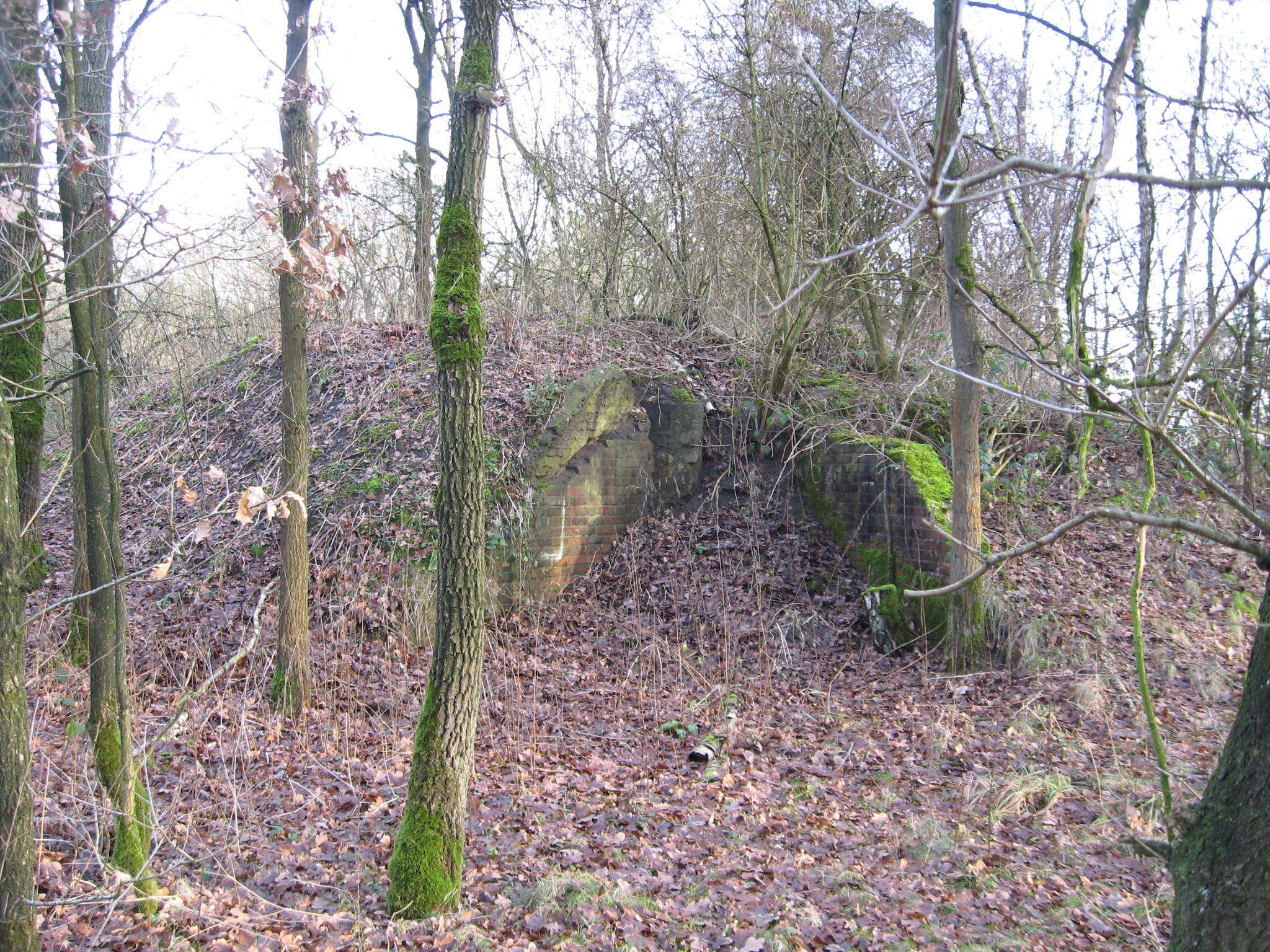
Bunkerruïne op de voormalige Militärflugplatz Plantlünne/Wesel

In het uiterste noordwesten van de Samtgemeinde, op de grens van Plantlünne en de buurtschap Wesel van het dorp Bramsche, dat weer deel uitmaakt van de stad Lingen, is door het Derde Rijk in 1940 door veelal uit de Sovjet-Unie afkomstige krijgsgevangenen en dwangarbeiders (die de betonplaten en andere bouwmaterialen met de hand vanaf de oever van het 2,5 km westelijker gelegen Dortmund-Eemskanaal naar de bouwlocatie moesten versjouwen) een Fliegerhorst, Militärflugplatz Plantlünne/Wesel,  aangelegd. Dit militaire vliegveld, dat door Flakopstellingen beschermd was, werd op 10 april 1945 door de geallieerden veroverd. 
Het vliegveld haalde op 3 mei 1945 op tragische wijze het wereldnieuws. Vanaf deze basis stegen namelijk de Britse Hawker Typhoon vliegtuigen van het 198e RAF squadron  op, die in de Kieler Bocht de schepen de Cap Arcona  en de Thielbek tot zinken brachten. Deze scheepsramp kostte duizenden uit concentratiekamp Neuengamme geëvacueerden het leven.
Na het vertrek van de Britten enige jaren later is het vliegveld opgegeven. In het bos, dat er groeit, zijn nog enige schaarse, overwoekerde restanten van de betonnen bouwsels te zien. Eén van de Flaktürme, gemetselde torentjes, waarin het luchtafweergeschut rond de voormalige basis was opgesteld, is gerestaureerd en in 2015 voorzien van een informatiepaneel.

### Vanaf 1945
Na de Tweede Wereldoorlog werden ook in deze gemeente veel Heimatvertriebene, Duitse emigranten uit o.a. Silezië,  gehuisvest. Echter ook de komst van moderne industrie, en van woonforensen,  bracht de gemeente bevolkingsgroei en welvaart. Deze ontwikkeling was in 2019 nog steeds gaande.

## Bezienswaardigheden
- De in 1523 gebouwde rooms-katholieke St.-Vituskerk te Lünne, die in 1975 op opvallende wijze sterk vergroot is
- Het 46 ha grote hoogveenreservaat Speller Dose wordt ontsloten door een 100 m lang houten knuppelpad, dat uitkomt op een uitzichttoren, van waaruit men de vogelwereld kan bestuderen. De Speller Dose ligt enkele kilometers ten noordoosten van het dorp Spelle. Een langetermijnproject voor natuurherstel is er in uitvoering.
- De firma in landbouwmachines Krone heeft tegenover haar bedrijf en bij het station van Spelle  in 2016 een eigen Krone-Museum opgericht met o.a. historische landbouwmachines, tractoren e.d.
- In een bosgebied ten noordwesten van Lünne, bij de voormalige vliegbasis Plantlünne, ligt een jeugdcamping met recreatieve voorzieningen voor kinderen en tieners. Op het terrein van de camping staat de hierboven vermelde voormalige Flakturm met informatiepaneel.

## Partnergemeentes
- Markelo, Nederland

## Afbeeldingen

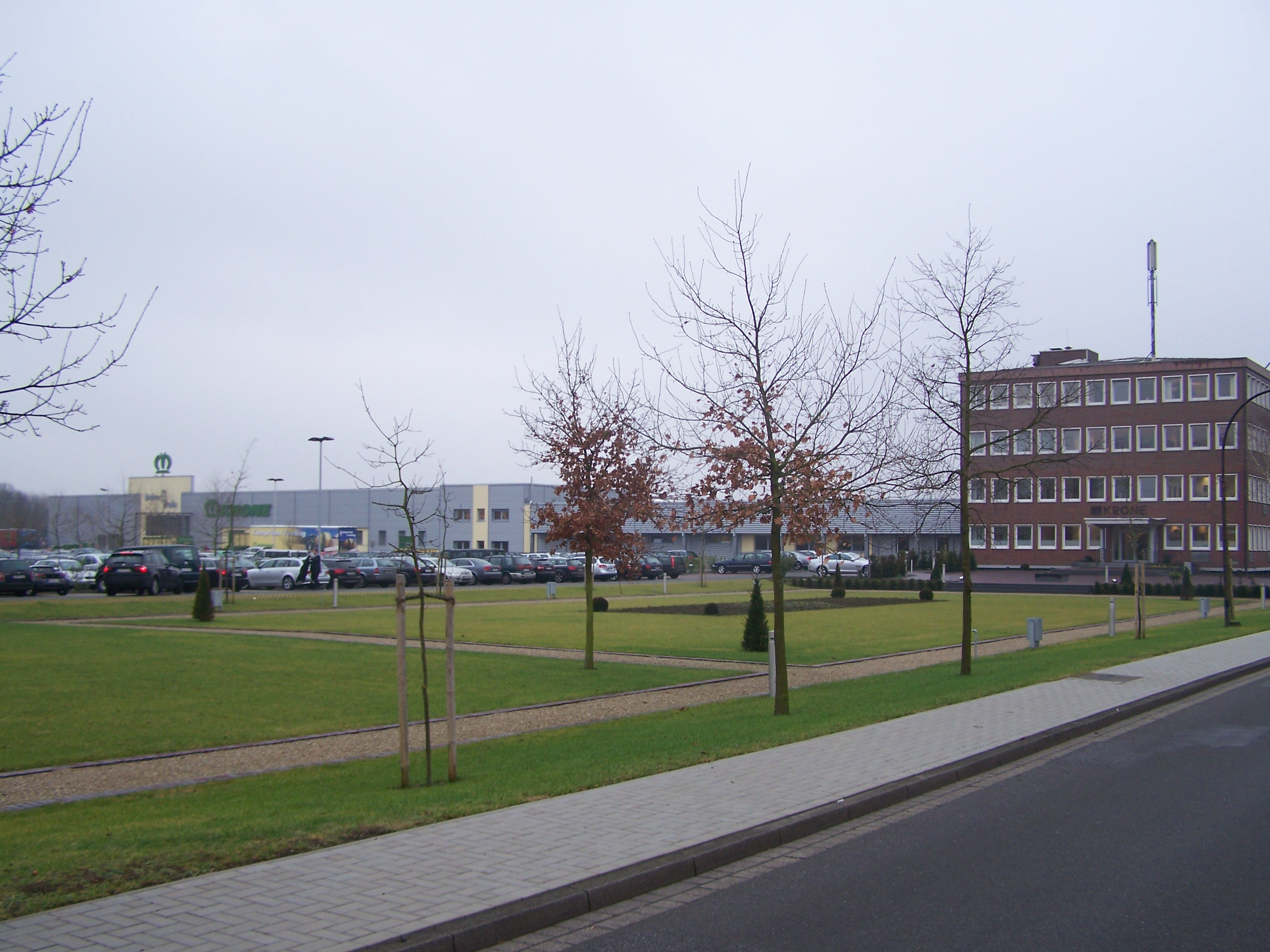
Landbouwmachine-fabriek Krone
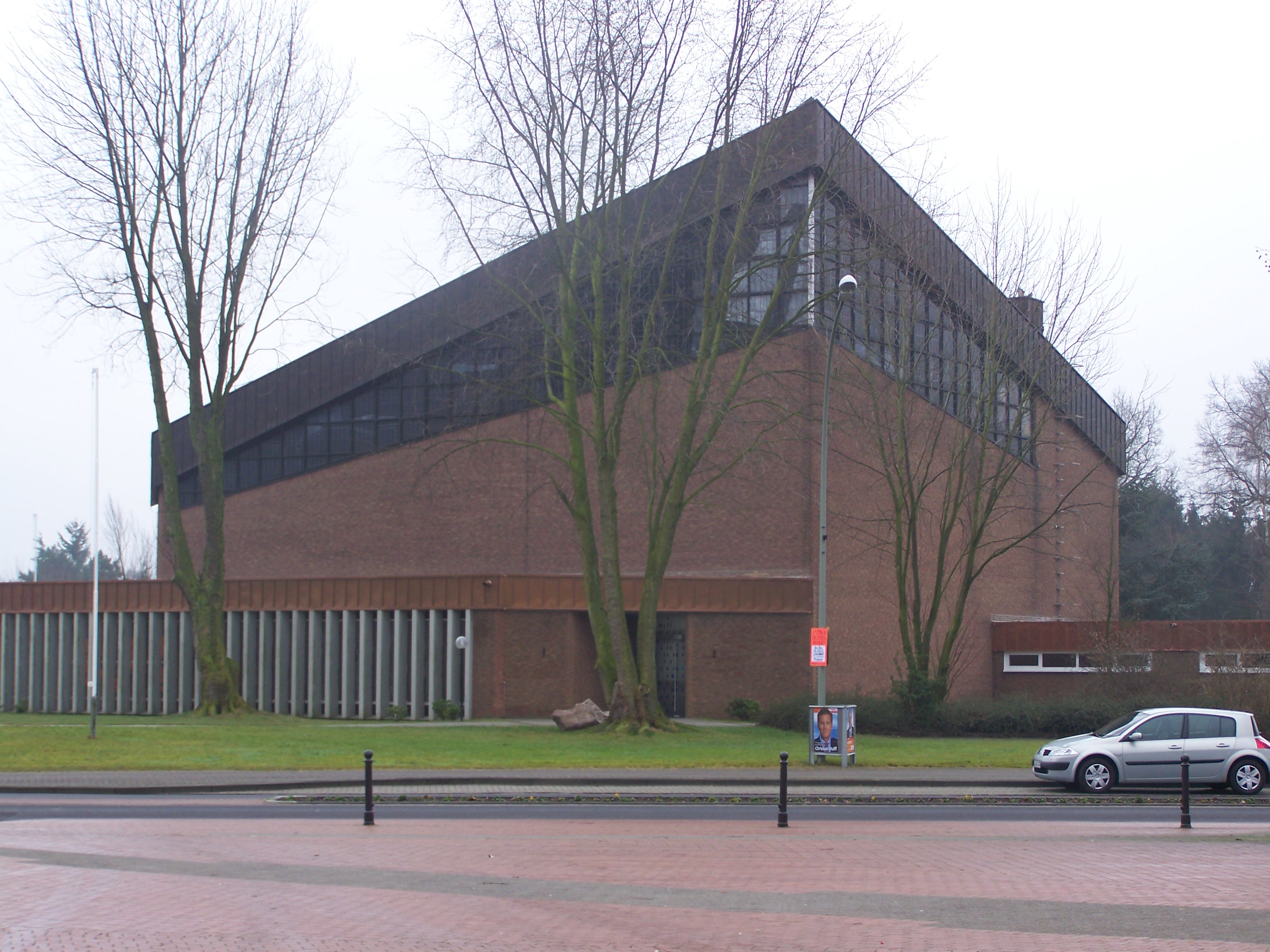
R.K. Johannes de Doperkerk, Spelle
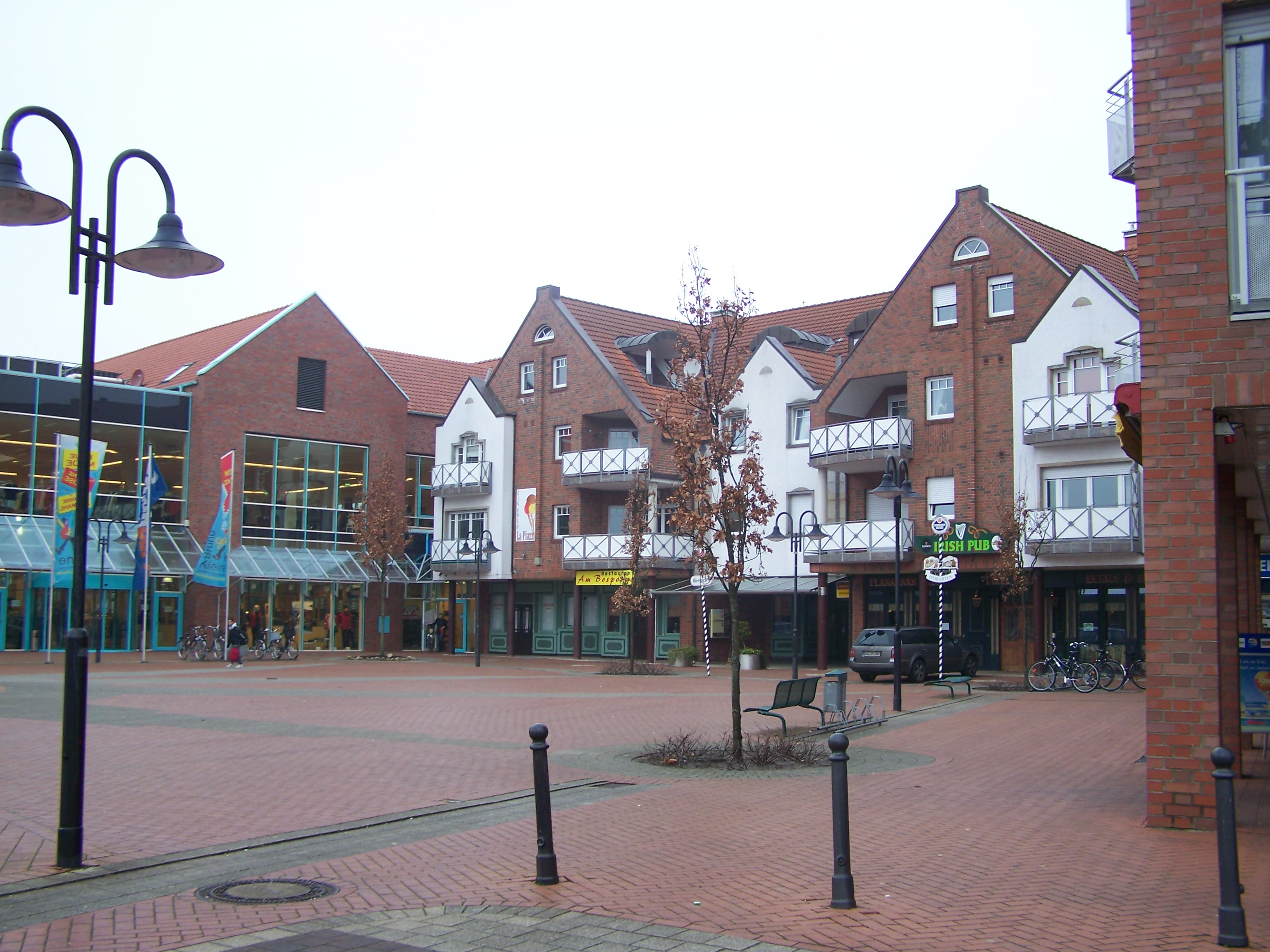
Het Markelo-plein in Spelle
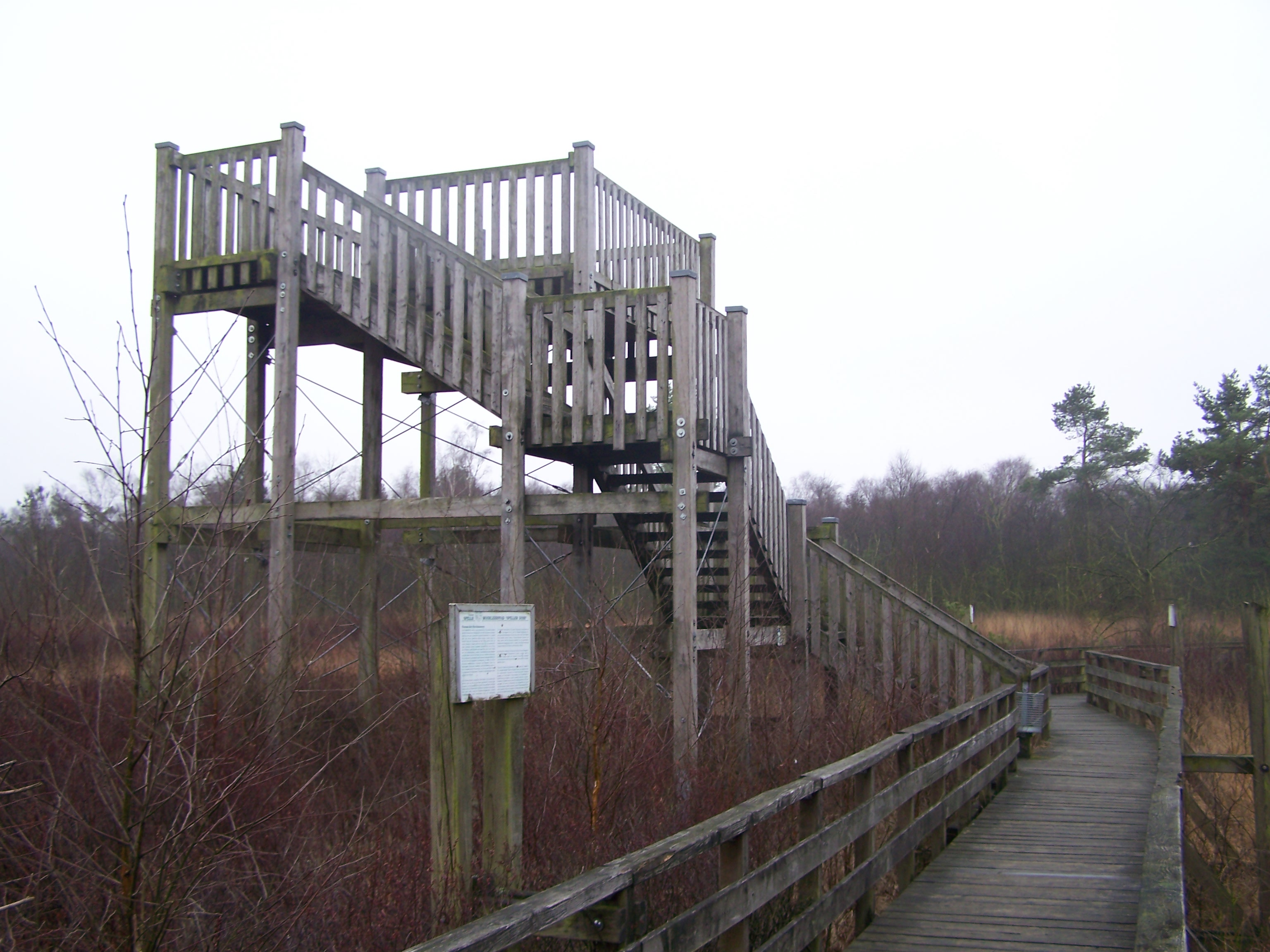
Uitzichttoren in de Speller Dose
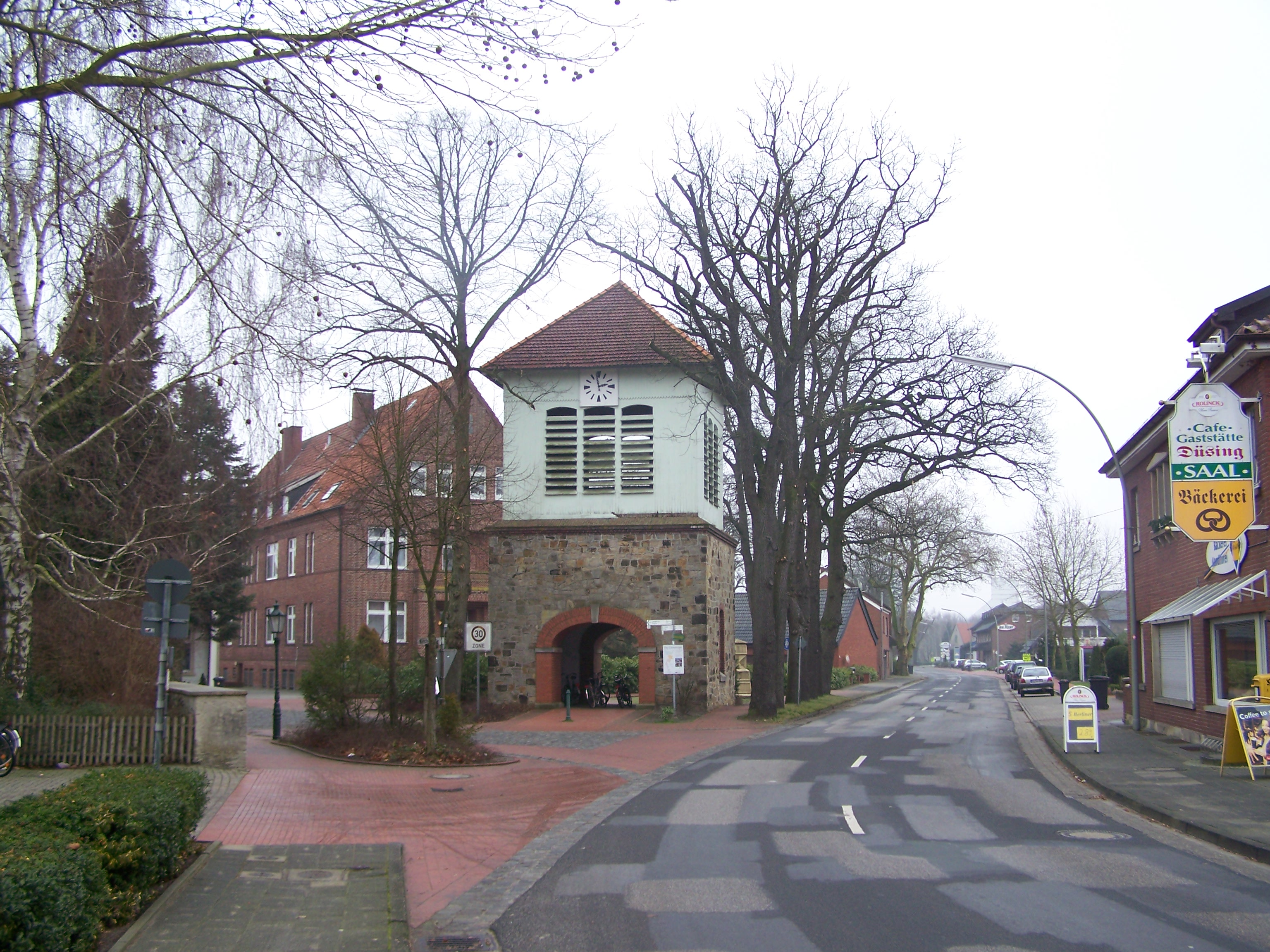
Schapen, klokkentorentje van de oude R.K. kerk
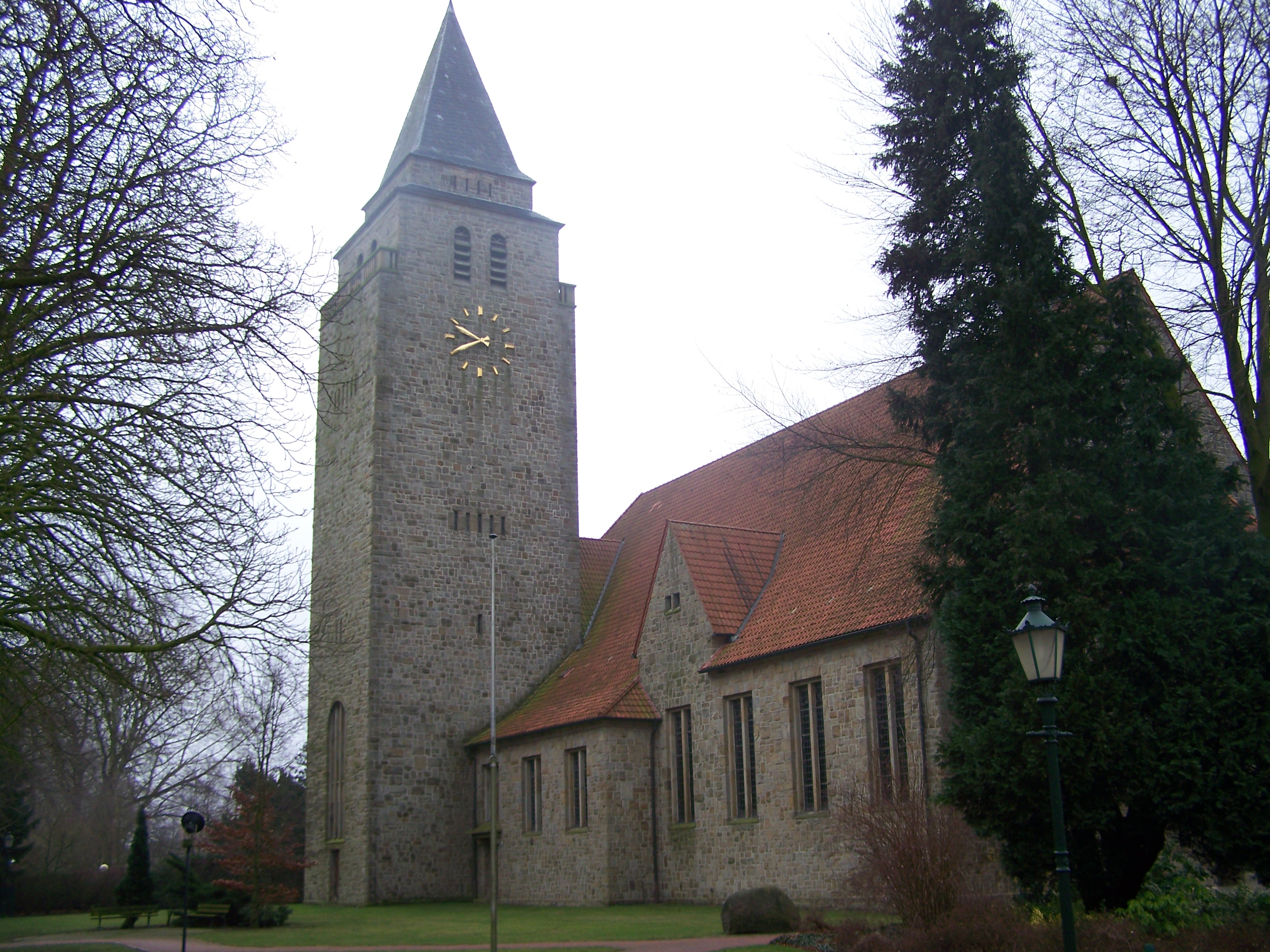
Nieuwe R.K. kerk te Schapen
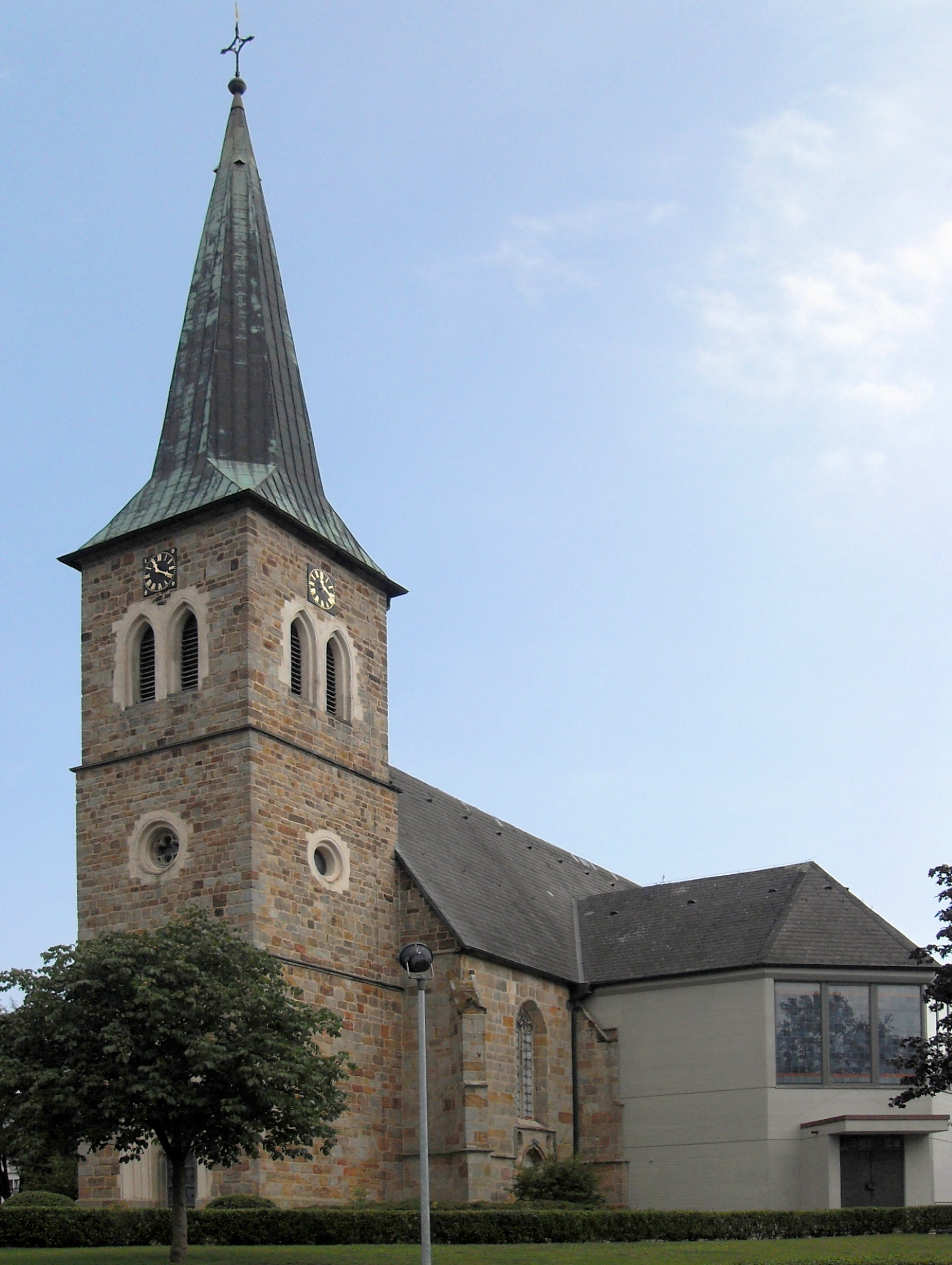
St. Vituskerk in Lünne
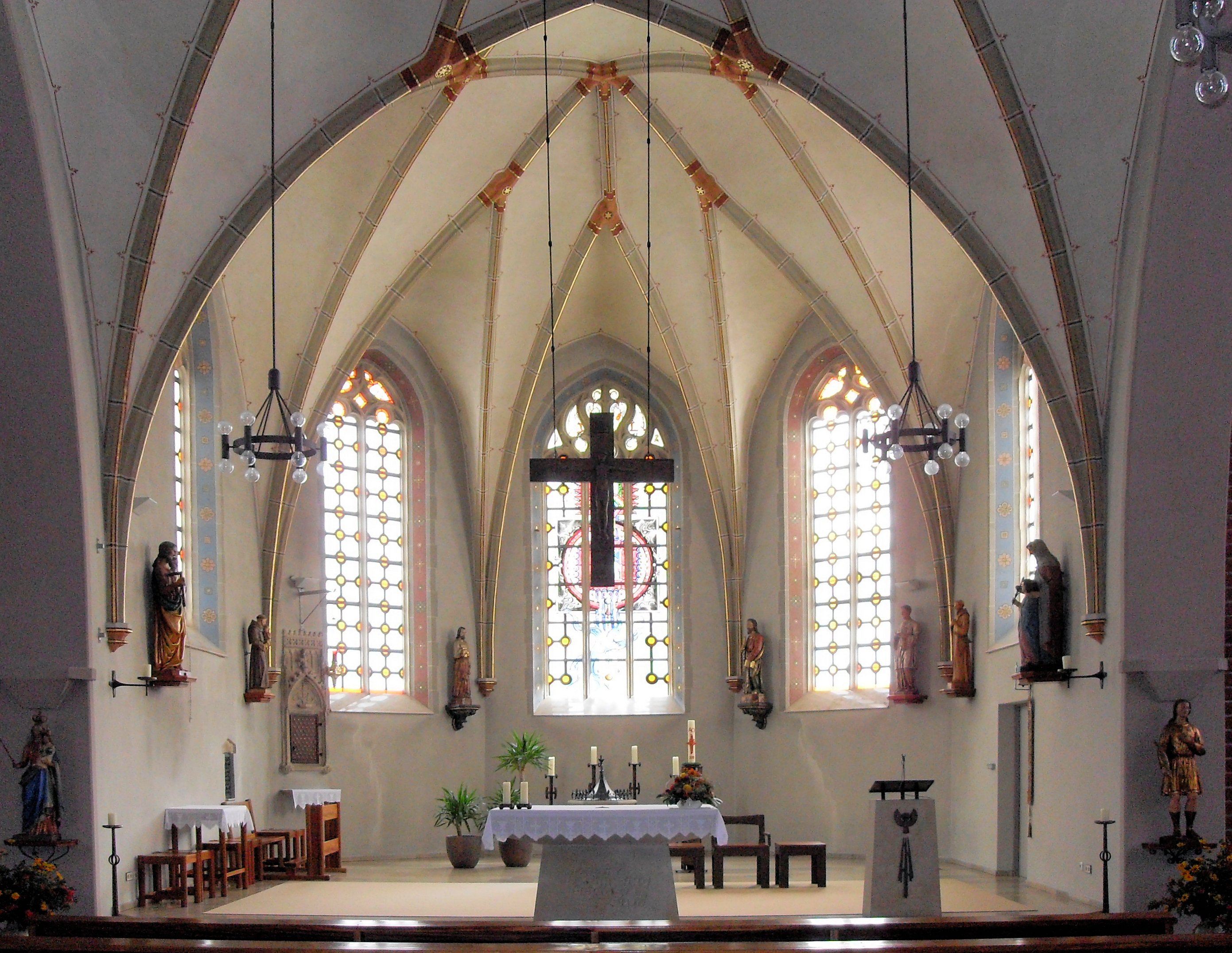
St. Vituskerk in Lünne, altaar